# Eugenia liebmannii
Eugenia liebmannii är en myrtenväxtart som beskrevs av Paul Carpenter Standley. Eugenia liebmannii ingår i släktet Eugenia och familjen myrtenväxter. Inga underarter finns listade i Catalogue of Life.